# Lasioglossum anthrax
Lasioglossum anthrax är en biart som beskrevs av Ebmer 1995. Lasioglossum anthrax ingår i släktet smalbin, och familjen vägbin. Inga underarter finns listade i Catalogue of Life.